# Parlatoria sexlobata
Parlatoria sexlobata är en insektsart som först beskrevs av Sadao Takagi och Kawai 1966.  Parlatoria sexlobata ingår i släktet Parlatoria och familjen pansarsköldlöss. Inga underarter finns listade i Catalogue of Life.